# 赵凯 (1952年)
赵凯（1952年—），北京人，中华人民共和国政治人物、第十二届全国人民代表大会北京地区代表。
毕业于南开大学哲学专业，加入中国共产党。2013年，被选为全国人大代表。